# يوري ايفانوف (لاعب كرة قدم)
يوري ايفانوف (بالروسية: Иванов, Юрий Игоревич)‏ (8 أغسطس 1960 - ) هو لاعب كرة قدم روسي في مركز الدفاع. لعب مع سبارتاك موسكو ونادي أورداباسي ونادي إيرتيش بافلودار ونادي توركو ونادي سيسكا موسكو ونادي كايرات ونادي كوبان كراسنودار وFC Oulu ‏ وFC Dynamo Vologda ‏ وFC Znamya Truda Orekhovo-Zuyevo ‏ وFC Daugava Riga ‏ وFC Astrateks Astrakhan ‏ وFC Krasnogvardeyets Moscow ‏ وFC Lyubertsy ‏.